# Голубые гитары
«Голубые гитары» — вокально-инструментальный ансамбль, созданный в начале 1969 года композитором и пианистом Игорем Грановым в Москонцерте.
В 1968—1969 годах в составе Советского мюзик-холла дирижёр Игорь Гранов находился в длительной гастрольной поездке на американском континенте, во время которой в Мехико познакомился с Луи Армстронгом. Приобретённый на этих гастролях опыт и советы Л. Армстронга навели Гранова на мысль о создании на советской эстраде нового жанра. Так в 1969 году появились «Голубые гитары» — вокально-инструментальный ансамбль (ВИА), название которому дали немецкие электрогитары голубого с перламутром цвета. В 1970-е годы гастроли «Голубых гитар», как и многих других ВИА, собирали аншлаги на всех эстрадных площадках Советского Союза. В 1980-е годы интерес к жанру ВИА спал и группа пыталась удержать внимание аудитории, экспериментируя с жанром и стилем от популярной музыки до хэви-метал, и постоянно меняла своё название (Группа Игоря Гранова, Синтез-труппа Игоря Гранова, «Игра»), но к началу 1990-х годов музыкальный коллектив прекратил существование. Ряд участников ансамбля продолжил сольную карьеру: Игорь Крутой, Вячеслав Малежик, Роксана Бабаян, Павел Бабаков, Пётр Подгородецкий.

## Состав
В разное время в составе ВИА играли:
- Агутин Николай — вокал
- Бабаков Павел — вокал
- Бабаян Роксана — вокал
- Барашков Лев — вокал
- Беликов Руслан — клавишные
- Браславский Игорь — вокал
- Большаков Владимир — ритм-гитара
- Максаков Борис — вокал
- Борисов Игорь — бас-гитара
- Борисов Станислав — саксофон, вокал
- Быков Альфред — бас-гитара, вокал
- Валов Юрий — гитара, вокал
- Ведищева Аида — вокал
- Глухарев Сергей
- Голутвин Вадим — гитара
- Гранов Игорь — фортепьяно
- Гранов Юрий — клавишные, звукорежиссёр
- Грицышин Евгений — ударные
- Дегтярев Виктор — бас-гитара, ударные
- Денисов Андрей — клавишные
- Дюжиков Сергей — соло-гитара
- Изюмченко Василий — ударные
- Казанчев Алексей — бас-гитара, вокал
- Казанцев Евгений — бас-гитара
- Киреева Наталья — вокал
- Колобов Владимир — перкуссия
- Коновалов Дмитрий
- Коняев Виктор — саксофон
- Крутой Игорь — клавишные
- Крючков Ю.
- Кузин Вячеслав — вокал
- Макеев Сергей — клавишные
- Лыньковский Владислав — вокал
- Маклаков Валерий — клавишные
- Малежик Вячеслав — гитара, вокал
- Малинин Александр — бас-гитара, вокал
- Мелик-Дадаев Михаил — труба
- Милославский Алексей — соло-гитара
- Офицеров Игорь — вокал
- Подгородецкий Пётр — клавишные
- Пузырев Алексей — гитара, вокал
- Рафаэлов Виктор
- Розенвассер Георгий — электроорган
- Сахаров Николай — соло-гитара
- Семина Валерия — вокал
- Смирнов Иван — гитара
- Соколов Сергей
- Сорокин Олег
- Сорокина Тамара
- Тверетинов Олег
- Уварова Ирина — вокал
- Финк Юрий — ударные
- Царев Владимир — гитара
- Цирес Сергей — гитара
- Шеманкова Наталья — вокал

## Дискография
- 1970 г. «Мелодия». ВИА «Голубые гитары». «Романтики» (И. Гранов — П. Леонидов), «Скачки» (обработка А. Быкова), «Простая песенка» (И. Гранов — П. Синявский), «Не жалею, не зову не плачу» (Г. Пономаренко — С. Есенин).
- 1970 г. «Мелодия». ВИА «Голубые гитары». «Барыня» (русская народная песня), «Полным полна коробушка» (русская народная песня), «Улыбка» (Н. Богословский — М. Танич).
- 1971 г. «Мелодия». ВИА «Голубые гитары». «О чём плачут гитары» (М. Долган, русский текст Д. Иванова), «Весеннее настроение» (И. Гранов), «Я тебе пригожусь» (И. Гранов — Л. Дербенёв), «Добрый молодец» (С. Туликов — М. Пляцковский).
- 1971 г. «Мелодия». ВИА «Голубые гитары». «Ветер северный» (Я. Френкель — И. Гофф), «Калинка» (обработка русской народной песни), «Когда я увидел её» (Дж. Леннон — П. Маккартни), «Первый дождь, первый снег» (И. Гранов — П. Леонидов).
- 1973 г. «Мелодия». ВИА «Голубые гитары». «Ветер северный» (Я. Френкель — И. Гофф), «Калинка» (обработка русской народной песни), «Когда я увидел её» (Дж. Леннон — П. Маккартни), «У дороги чибис» (М. Иорданский — А. Пришелец).
- EP 1973 г. «OPUS» (ЧССР). «MODRÉ GITARY» • «Karavan · Kazačok»: «Караван» (Д. Эллингтон; В. Kaвкoв), «Казачок» (М. Блантер; Т. Матусовский).
- LP 1974 г. «RTV Ljubljana» (СФРЮ). Ansambel «PLAVE KITARE» • «Golubie gitari - SSSR»: 1. «Вдоль по Питерской» (Русская народная; И. Гранов), 2. «Калинка» (Русская народная; И. Гранов), 3. «Тёща для зятя пирог пекла» (Русская народная; И. Гранов), 4. «Коробейники» (Русская народная; И. Гранов), 5. «Очи чёрные» (Русская народная; И. Гранов), 6. «Зачем ты снишься мне красивый» (Е. Птичкин — М. Пляцковский), 7. «Степь да степь кругом» (Русская народная; И. Гранов), 8. «Песня о Степане Разине» (Русская народная; И. Гранов), 9. «Когда счастье постучалось в дверь» (А. Зацепин; Л. Дербенёв), 10. «Песня о Есенине» (А. Чёрный; М. Танич), 11. «Песня о Москве» (И. Гранов; О. Милявский), 12. «Когда любовь не ладится» (А. Чёрный; М. Танич).
- 1976 г. «Мелодия». ВИА «Голубые гитары». «Почтальон» (В. Добрынин, А. Пузырев — О. Гаджикасимов), «Первый поцелуй» (И. Гранов — Л. Дербенёв), «Крокодил зелёный» (С. Дьячков — Л. Дербенёв, И. Шаферан).
- 1977 г. «Мелодия». ВИА «Голубые гитары». «Преддорожная» (А. Пахмутова — Н. Грибачёв), «В лесу» (И. Гранов — Л. Дербенёв), «Чёрный телефон» (Л. Гарин — Б. Рахманин), «Песня о сказке» (И. Гранов — Л. Дербенёв).
- 1978 г. «Мелодия». ВИА «Голубые гитары». «Весенняя бессонница» (Г. Мовсесян — Л. Ошанин), «Кольца обручальные» (О. Фельцман — Н. Олев), «Ожидание любви» (И. Гранов — Л. Дербенёв).
- LP 1978 г. «Мелодия». ВИА «Голубые гитары». «Красная шапочка, Серый волк и „Голубые гитары“». Фрагменты из мюзикла. Музыка Игоря Гранова. «Любовь навсегда» (Л. Дербенёв), «Дождь» (О. Гаджикасимов), «Я люблю» (Л. Дербенёв), «Песенка волка» (А. Хаит, А. Левенбук), «Для тебя, человек» (Л. Дербенёв), «Пусть любовью мир наполнится» (М. Розовский), «Заболела бабушка» (Л. Дербенёв), «Охота», «Ожидание любви» (Л. Дербенёв), «Первый поцелуй» (Л. Дербенёв).
- 1984 г. «Мелодия». Ансамбль «Голубые гитары». «Я тебе пригожусь» (И. Гранов — Л. Дербенёв), «На острове Буяне» (А. Морозов — Л. Дербенёв), «Родина» (И. Гранов — Л. Дербенёв), «Конёк-горбунок» (М. Дунаевский — Л. Дербенёв).